# Ivana Kuchařová
Ivana Kuchařová, coniugata Mrázková (Praga, 10 agosto 1944), è un'ex cestista e allenatrice di pallacanestro cecoslovacca.

## Carriera
Con la Cecoslovacchia ha disputato i Campionati mondiali del 1967 e due edizioni dei Campionati europei (1966, 1968).